# 板東英二のおばあちゃんと話そう
板東英二のおばあちゃんと話そう（ばんどうえいじのおばあちゃんとはなそう）は、2009年4月12日から2020年9月27日までMBSラジオで放送されていたトーク番組。板東英二の冠番組で、同局の生ワイド番組『それゆけ金曜板東英二!!』→『板東英二金曜生BAN BAN』内で人気を博した同名のコーナーを独立させた番組でもある。

## 概要
『それゆけ金曜板東英二!!』内でのコーナー初回から2020年9月20日放送分まで、延べ35年間で2,000名近い「おばあちゃん」（主に板東より高齢の女性）が、電話やスタジオへ出演した。

### 第1期（2009年4月 - 2012年12月）
MBSラジオでは、1996年4月から2009年3月まで、毎週金曜日の夕方に『板東英二金曜生BAN BAN』（以下『生BAN BAN』と略記）を放送していた。しかし、MBSテレビで2009年4月から放送される『バンバンバン』（JNN系全国ネット）の司会として板東が出演することが決まったため、『生BAN BAN』を終了させた。
ただ、『生BAN BAN』でも人気のあった『おばあちゃんと話そう』のみ、事前収録・スポンサー付きの独立番組として同年4月12日から毎週日曜日の17:00 - 17:38に放送。『バンバンバン』が2010年3月で終了してからも、放送を続けてきた。ちなみに、『生BAN BAN』からは、アシスタントの沢田尚子（フリーアナウンサー）も板東と共に続投している。
また、MBSラジオの公式サイトでは、番組の大半をストリーミングで配信（同局での放送翌々日の火曜日に配信）。2010年4月11日からは、MBSラジオと同じJRN・NRN加盟局のFBCラジオでも、時差ネット形式で放送するようになった。
突然の放送休止
2012年12月中旬には、板東の個人事務所による所得税の申告漏れや板東の主導による所得隠しが判明。しかし、MBS・FBCとも、当番組を同月30日まで放送していた。
2012年の最終回に当たる同日の放送では、板東と親交の深いリリアンが、前週に続いてゲストで登場。電話出演・リスナープレゼントへの応募の告知や、板東が出演するスポンサーのCMを通常どおり放送したうえで、出演者全員による新年への挨拶で同年の放送を締めくくっていた。
しかしMBSでは、以上の問題による社会的影響を考慮したうえで、2013年1月からテレビ・ラジオとも板東がレギュラーを務める自社制作番組を当面休止することを決定。1月6日からは、当番組の放送枠で『嘉門達夫と上ちゃんのどんなんやねん!』を開始するとともに、当番組公式サイトの閉鎖・ストリーミング配信の終了に踏み切った。ちなみに、ネット局のFBCでも、同日は当番組の放送枠を自社制作の特別番組に差し替え。翌週からは『八神純子 Music Town』（2012年10月から全国11の民放ラジオ局で放送中の30分番組）のネット受けに切り替えた。

### 『板東英二のおばあちゃんと話そうリターンズ』（2014年7月）
板東は、番組への出演を含む公の活動を2013年11月まで自粛するとともに、問題の舞台になった個人事務所（メイ・ワーク）を閉鎖。2014年1月によしもとクリエイティブ・エージェンシーへ移籍すると、以上の問題に関する説明が毎日放送（MBS）の幹部に了承されたことを機に、同年4月以降からMBSラジオ制作番組への出演を再開。『ヤングタウン日曜日』のゲストや、『上泉雄一のええなぁ!』のスペシャルパートナーとして随時登場していた。
MBSラジオでは、2014年7月21日（月曜日・海の日）の10:30 - 17:43に、特別番組『海の日ホリデースペシャル～MBSラジオ茶屋町夏まつり～』を編成。『伝説となったあの番組が1日限定復活』と銘打って、番組内の13:00前後、14:00前後、17:00前後に、『板東英二のおばあちゃんと話そうリターンズ』を毎日放送本社M館ラジオスタジオからの生放送で挿入した（1回あたりおよそ15分間放送）。アシスタントとして関岡香（MBSアナウンサー）、スタジオゲストとしてリリアンが出演。レギュラー放送に電話で出演した『おばあちゃん』から、1回につき1名が、電話を通じて板東と再びやり取りする趣向になっていた。

### 第2期（2014年10月 - 2020年9月）
2014年10月5日から、毎週日曜日の6:20 - 6:45にレギュラー放送を再開。2週分を1回で収録する方式で、板東にとっては、芸能活動再開後初めての冠番組に当たる。なお、放送中には「radiko」プレミアム経由で、日本全国への全編同時配信を実施。放送の翌日（月曜日）には、YouTube内のMBSラジオ公式チャンネルから、板東とおばあちゃんによる電話対談の音源を順次配信していた。
アシスタントは、「リターンズ」に続いて関岡が担当。リリアンも、レギュラーゲストとして2018年10月28日放送分まで出演していた。
しかし板東は、2020年7月22日の収録直前に転倒。その際に頭部を強打した影響で検査入院を余儀なくされた。さらに、同月18日には、リリアンが心不全のため69歳で永眠。このような事情から、板東が参加する予定だった収録分（同月26日）以降の放送では、関岡の単独進行による再放送を中心に構成していた。
第2期ではレギュラー放送を6年間にわたって続けてきたが、上記の影響で板東に芸能活動再開の目途が立っていないことを背景に、2020年9月27日放送分で終了。板東は療養への専念を理由に最終回の出演も見合わせたため、2008年5月2日の『金曜生BAN BAN』内で実施された「おばあちゃんと話そうスペシャル」の再々放送と、板東が番組宛てに寄せたメッセージの紹介で第2期を締めくくった。

## 放送内容

### 第1期
- オープニング
  - 板東による近況報告や世相トーク。板東が自身の人生経験を基に、政治家や既存政党や流行現象などへの苦言を呈することが多かった。
- メインコーナー（リスナーからの公募・推薦を基に選ばれた元気で明るいおばあちゃんと板東による電話対談）
  - 板東が自分の名前を名乗ったうえで、長生きの秘訣から日々の悩みに至るまで自由に話し合う。電話で出演したおばあちゃん（出演者）には現金5,000円、推薦したリスナー（推薦者）には1万円を当番組から進呈。“リターンズ”でも、出演者に5,000円を進呈していた。
  - レギュラー放送では、（ストリーミング配信の開始で）前身番組に比べて聴取可能エリアが事実上世界中にまで拡大したため、番組内では電話がつながる地域であれば世界中から応募・推薦できることを繰り返し告知していた。
- エンディング
  - 毎回童謡を流しながら、沢田が視聴者へのプレゼント（『生BAN BAN』から継続）の告知と当選者を発表。ストリーミングの音源では、このパートに加えて、沢田によるオープニングの提供クレジットと上記コーナー間のスポットCMを割愛していた。その一方で、放送では、本編の終了後にスポンサーのCMを流していた。

### 第2期
第1期からメインコーナーを継承。YouTubeの公式チャンネルでは、このコーナーを編集した音源のみ配信している。ただし、板東が休演してからは、原則として新規の配信を停止していた。
出演者には、現金5,000円（後に1万円へ増額）に加えて、ぷららてんまで営業している店舗から旬の果物・野菜・鮮魚（一時は板東が愛飲している健康飲料）をプレゼント。出演者を推薦したリスナーにも、5,000円を進呈していた。

## 出演者

### パーソナリティ
- 板東英二
  - 前述した事情で、2020年7月26日放送分から休演したまま第2期が終了した。

### アシスタント
第1期
- 沢田尚子
  - 『生BAN BAN』から続投。『板東英二の欲バリ市場』（MBSテレビのテレビショッピング番組）でも板東と共演していた。第2期でも、自身の声が入った『生BAN BAN』時代の同録音源が、前述した再放送に使われることがあった。

「リターンズ」・第2期
- 関岡香（MBSアナウンサー） 
  - 第2期放送期間中の2017年7月から2年間にわたって、MBSのアナウンス部長を兼務。2020年5月3日・10日放送分では、胃腸炎で収録を休んだことから、後任の部長でスポーツアナウンサーの馬野雅行が代演した。
  - 板東が頭部の強打によって休演を余儀なくされてからは、リリアン[6]の追悼企画を急遽編成した2020年7月26日放送分を皮切りに、基本として単独で進行[9]。リスナーから寄せられたメッセージを冒頭で読み上げているほか、過去の放送回の音源や、『生BAN BAN』内のコーナーとして放送されていた時期の音源の案内役を担っている。
    - 2020年8月2日放送分では、関岡がリスナーからのメッセージを交えながら生前のリリアンのエピソードを披露した後に、関岡曰く「自分より年下で番組史上最年少（51歳）のおばあちゃんが電話で出演した回」（2019年3月3日）の再放送に充てた。
    - 2020年9月20日放送分では、敬老の日の前日に当たることから、板東が休演したまま「敬老の日前日スペシャル」という新規収録企画を編成。毎日放送のアナウンサー時代に関岡の2年先輩だった子守康範（MBSラジオ『子守康範　朝からてんコモリ!』パーソナリティ）をゲストに迎えて、板東の出演時と同じスタイルで、3人のおばあちゃんと電話でやり取りした模様を放送した[10]。ちなみに、子守は第2期の後枠で『子守康範　日曜はどないSHOW』（事前収録で毎週日曜日の6:45 - 7:00に放送）のパーソナリティも務めているため、当日は放送上2番組続けて出演している。
      - 板東の休演開始後から再放送が相次いだため、YouTubeの公式チャンネルでは、2020年7月19日放送分を最後に放送済み音源の新規配信を停止していた。ただし、「敬老の日前日スペシャル」の放送済み音源については、おばあちゃんの出演シーンごとに編集で3つに分割したうえで、特別に配信されている。

## ネット局・放送時間

### 第1期
- MBSラジオ（制作局） - 毎週日曜日 17:00 - 17:38（2009年4月12日 - 2012年12月30日）
- 福井放送（FBCラジオ） - 毎週日曜日 18:00 - 18:40（2010年4月11日 - 2012年12月30日）

### 第2期
- MBSラジオ（制作局） - 毎週日曜日 6:20 - 6:45（2014年10月5日 - 2020年9月27日）
  - 放送終了の翌週（2020年10月4日）からは、『～MBS茶屋町ゴルフ倶楽部～Sunday Morning Shot!』（毎日放送のゴルフ中継担当アナウンサーである馬野・井上雅雄・金山泉が交互にパーソナリティを務める自社制作番組）が、スポンサーを変更したうえで放送枠を継承。